# Проблема 10000 з'єднань
Проблема 10000 з'єднань (англ. c 10k problem, від англ. 10 000 connection problem) — умовна назва завдання конфігурування та обслуговування високопродуктивного сервера (здатного обслуговувати близько 10000 з'єднань одночасно).
Формально апаратне забезпечення сучасних комп'ютерів має належну продуктивність для виконання завдання, однак неефективні алгоритми можуть приводити до виникнення «заторів».

## Сервери, які вирішують проблему
Було розроблено кілька вебсерверів які справляються з цією проблемою:
- Nginx спирається на керовану подіями (асинхронну) архітектуру, замість потоків, щоб обробляти запити [1]
- Lighttpd спирається на асинхронну архітектуру обробки запитів [2]
- Cherokee HTTP Server, легкий вебсервер [3]
- Tornado, неблокуючий вебсервер і каркас вебзастосунків [4]